# Familia criminal Bufalino
La familia criminal Bufalino, también conocida como la familia criminal de Pittston, familia criminal de Scranton Wilkes-Barre, familia criminal del noreste de Pensilvania, Mafia de noreste de Pensilvania, o Mafia de Scranton, fue una familia criminal ítalo-estadounidense activa en el noreste de Pensilvania, principalmente en las ciudades de Scranton, Wilkes-Barre, y Pittston. Se cree que la familia criminal Bufalino ya no está activa.

### Estado
En el 2011, el autor Dave Janoski entrevistó al antiguo investigador de la Comisión del Crimen de Pensilvania James Kanavy quien aseguró que ya no existía una sola familia en el noreste de Pensilvania y que cualquier remanente de la familia mafiosa estaría alineada con las familias de Nueva York.